# Rue des Trois-Canettes
La rue des Trois-Canettes est une ancienne rue de Paris, disparue à la fin des années 1860. Elle était située dans l'ancien 9e arrondissement (actuel 4e arrondissement) dans le quartier de la Cité.

## Situation
Cette rue commençait rue Saint-Christophe et finissait rue de la Licorne. Elle était située dans l'ancien 9e arrondissement, puis dans le 4e arrondissement après 1859.
Les numéros de la rue étaient noirs. Le dernier numéro impair était le no 17 et le dernier numéro pair était le no 4.

## Origine du nom
Selon Henri Sauval, son nom viendrait de deux maisons dites les Grandes et Petites Canettes.
Il ne faut pas la confondre avec la « rue des Trois-Canettes » qui était une petite rue de l'ancien 9e arrondissement, quartier Saint-Jacques, qui descendait de la rue de la Huchette à la Seine, entre la rue des Trois-Chandeliers et la rue du Chat-qui-Pêche. Cette rue, qui a porté le nom de « rue Harpeur », fut supprimée en 1767, après l'écroulement d'une maison.

## Historique
Il est probable que cette rue soit celle qui est citée dans Le Dit des rues de Paris de Guillot de Paris sous la forme « rue de la Pomme, ».
À partir de 1480, elle est désignée successivement sous les noms de « rue de la Pomme-Rouge », « rue des Canettes » et « rue des Trois-Canettes ».
Elle est citée sous le nom de « rue des Cannettes », dans un manuscrit de 1636 dont le procès-verbal de visite, en date du 30 avril 1636, indique qu'elle est « en aucuns endroitz nette, et en d'autres avons veu plusieurs boues et fanges ».
En 1702, la rue qui fait partie du quartier de la Cité possède 16 maisons et 5 lanternes.
Cette rue disparait lors des transformations de Paris sous le Second Empire afin de permettre la reconstruction de l'Hôtel-Dieu de Paris sur son site actuel.